# Brachyphaea
Brachyphaea is een geslacht van spinnen uit de familie van de loopspinnen (Corinnidae).

## Soorten
- Brachyphaea berlandi Lessert, 1915
- Brachyphaea castanea Simon, 1896
- Brachyphaea fagei Caporiacco, 1939
- Brachyphaea hulli Lessert, 1921
- Brachyphaea proxima Lessert, 1921
- Brachyphaea simoni Simon, 1895
- Brachyphaea simpliciaculeata Caporiacco, 1949
- Brachyphaea vulpina Simon, 1896